# Gino Alonso Salcedo
Gino Alonso Salcedo (27 de septiembre de 1977) es un deportista colombiano que compitió en taekwondo. Ganó tres medallas en el Campeonato Panamericano de Taekwondo entre los años 2000 y 2004.

## Palmarés internacional
| Campeonato Panamericano | Campeonato Panamericano          | Campeonato Panamericano | Campeonato Panamericano |
| Año                     | Lugar                            | Medalla                 | Categoría               |
| ----------------------- | -------------------------------- | ----------------------- | ----------------------- |
| 2000                    | Oranjestad (Aruba)               | Medalla de bronce       | –54 kg                  |
| 2002                    | Quito (Ecuador)                  | Medalla de bronce       | –54 kg                  |
| 2004                    | Santo Domingo ( Rep. Dominicana) | Medalla de plata        | –54 kg                  |